# کیستنلی-بوگدانوو
کیستنلی-بوگدانوو (انگلیسی: Kistenli-Bogdanovo) یک شهرک در شهرستان بیژبولیاکسکی باشقیرستان کشور روسیه است.